# Sociolingüística del català
La sociolingüística del català estudia la situació del català al món i les diferents varietats que presenta aquesta llengua. És una subdisciplina de la filologia catalana i altres estudis afins i té com a objectiu analitzar la relació entre la llengua catalana, els seus parlants i la realitat propera (incloent-hi la d'altres llengües en contacte).

## Temes preferents d'estudi
- Dialectes del català
- Variacions del català per classe, gènere, professió, edat i nivell d'estudis
- Procés de normalització lingüística
- Relacions entre el català i el castellà, el francès o el italià.
- Percepció dels catalanoparlants i no catalanoparlants sobre la llengua
- Presència del català en diversos àmbits: etiquetatge, funció pública, mitjans de comunicació, sectors professionals